# Jean-François Doutreloux
Jean-François Doutreloux (Stavelot, 21 de març de 1777 - Ciutat de Luxemburg, 4 de març de 1824) fou un polític luxemburguès. Va ocupar el càrrec com a alcalde de la ciutat de Luxemburg de 1822 a 1822.